# Flughafen Tjumen

i7
i11
i13
Der Flughafen Tjumen (Roschtschino, IATA-Code: TJM, ICAO-Code: USTR) befindet sich 14 Kilometer westlich der russischen Stadt Tjumen.
Tjumen ist Heimatflughafen der Fluggesellschaft UTair.

## Geschichte
Der 1968 eröffnete Flughafen gehört seit 2014 vollständig der Holdinggesellschaft Novaport. Von 2012 bis 2017 erfolgte eine umfangreiche Modernisierung und die Errichtung eines neuen Terminals, wodurch eine Kapazität von 5 Millionen Passagieren pro Jahr erreicht worden sein soll.

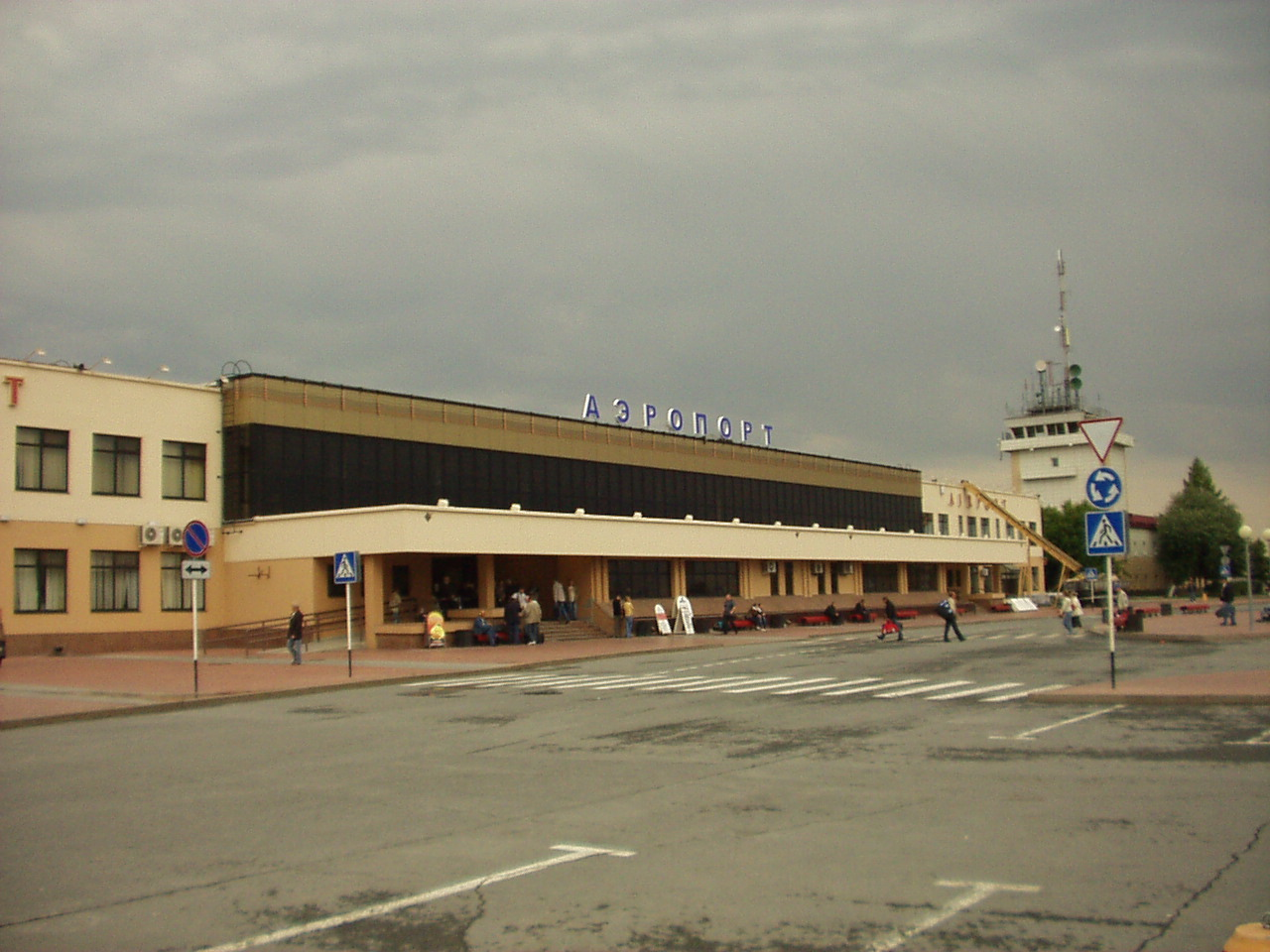
Altes Terminal (2008)
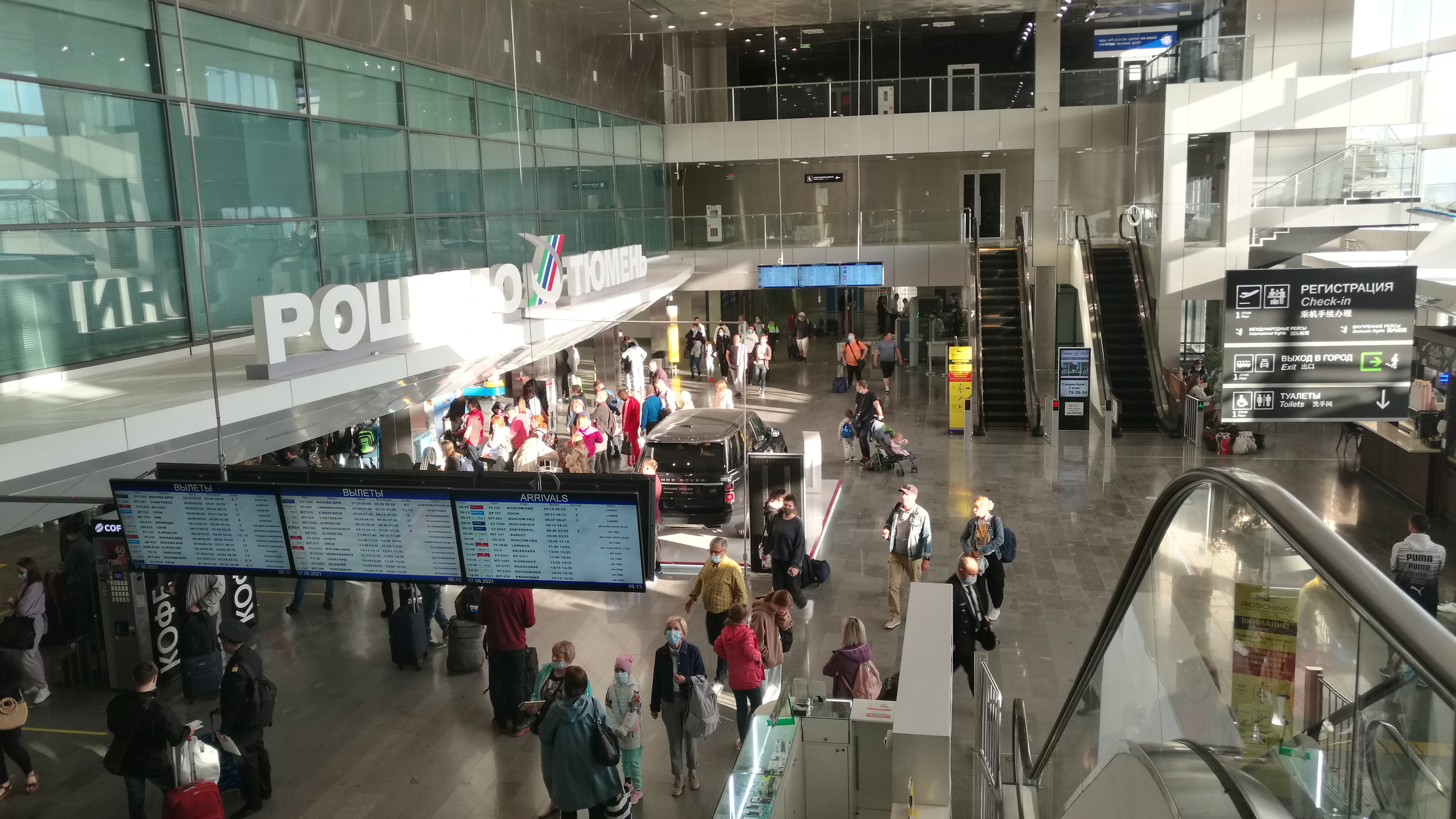
Neues Terminal (Innenansicht)

## Ziele
Von Tjumen aus werden vor allem nationale Verbindungen angeboten, so unter anderem nach Moskau, Nowosibirsk, Sankt Petersburg und Jekaterinburg.

## Zwischenfälle
Am 2. April 2012 stürzte eine ATR 72 (Kennzeichen VP-BYZ) auf dem UTAir-Flug 120 gegen 07:50 Uhr Ortszeit auf dem Weg von Tjumen nach Surgut etwa 2,5 Kilometer entfernt vom Flughafen ab. Bei der Maschine kam es durch vor dem Start nicht entfernte Vereisungen zu einem Strömungsabriss. Von den 43 Insassen kamen 33 ums Leben.